# (21684) Alinafiocca
(21684) Alinafiocca est un astéroïde de la ceinture principale.

## Description
(21684) Alinafiocca est un astéroïde de la ceinture principale. Il fut découvert le 4 septembre 1999 à Anza (Californie) par Minor White et Michael Collins. Il présente une orbite caractérisée par un demi-grand axe de 2,43 UA, une excentricité de 0,13 et une inclinaison de 5,6° par rapport à l'écliptique.

## Compléments